# Vindeln (đô thị)
Đô thị Vindeln (Vindelns kommun) là một đô thị ở Thụy Điển. Thủ phủ là thị xã Vindeln. Đô thị này nằm ở hạt Västerbotten, phía bắc Thụy Điển.
Năm 1971, một cuộc cải cách chính quyền được tiến hành ở Thụy Điển. Đô thị này không được sáp nhập nhưng lại được đổi tên thành Degerfors thành Vindeln vào năm 1969 để chuẩn bị cho cuộc cải cách năm 1971. Lý do đổi tên vì có đô thị Degerfors (ở hạt Örebro).

## Các đơn vị hành chính
- Granö
- Hällnäs,
- Tvärålund,
- Vindeln (thủ phủ)
- Åmsele

Sông Vindel, chi lưu chính của sông Ume chảy qua đô thị này và là tên mà đô thị này được đặt.